# El soldat fanfarró
El soldat fanfarró (en llatí, Miles gloriosus) és una obra escrita pel comediògraf romà Plaute, basada en una comèdia grega anterior, ara perduda, potser intitulada Alazon. És una fabula palliata, en què els actors van disfressats de grecs amb la palla o mantell curt i els personatges tenen noms grecs, però, curiosament, parlen llatí. L'acció té lloc a Efes, una ciutat grega a la costa de l'Àsia Menor. Va ser estrenada en uns moments especialment delicats de la república, el 205 aC, 11 anys després de la desfeta de Cannes, durant la Segona Guerra Púnica, quan Hanníbal terroritzava encara tota la península Itàlica, i tres anys abans de la batalla de Zama. Probablement, les lectures antimilitaristes que se n'han fet són errònies, a la vista de les circumstàncies històriques.
El personatge principal (el soldat fanfarró) ha esdevingut un arquetip literari.

## Personatges

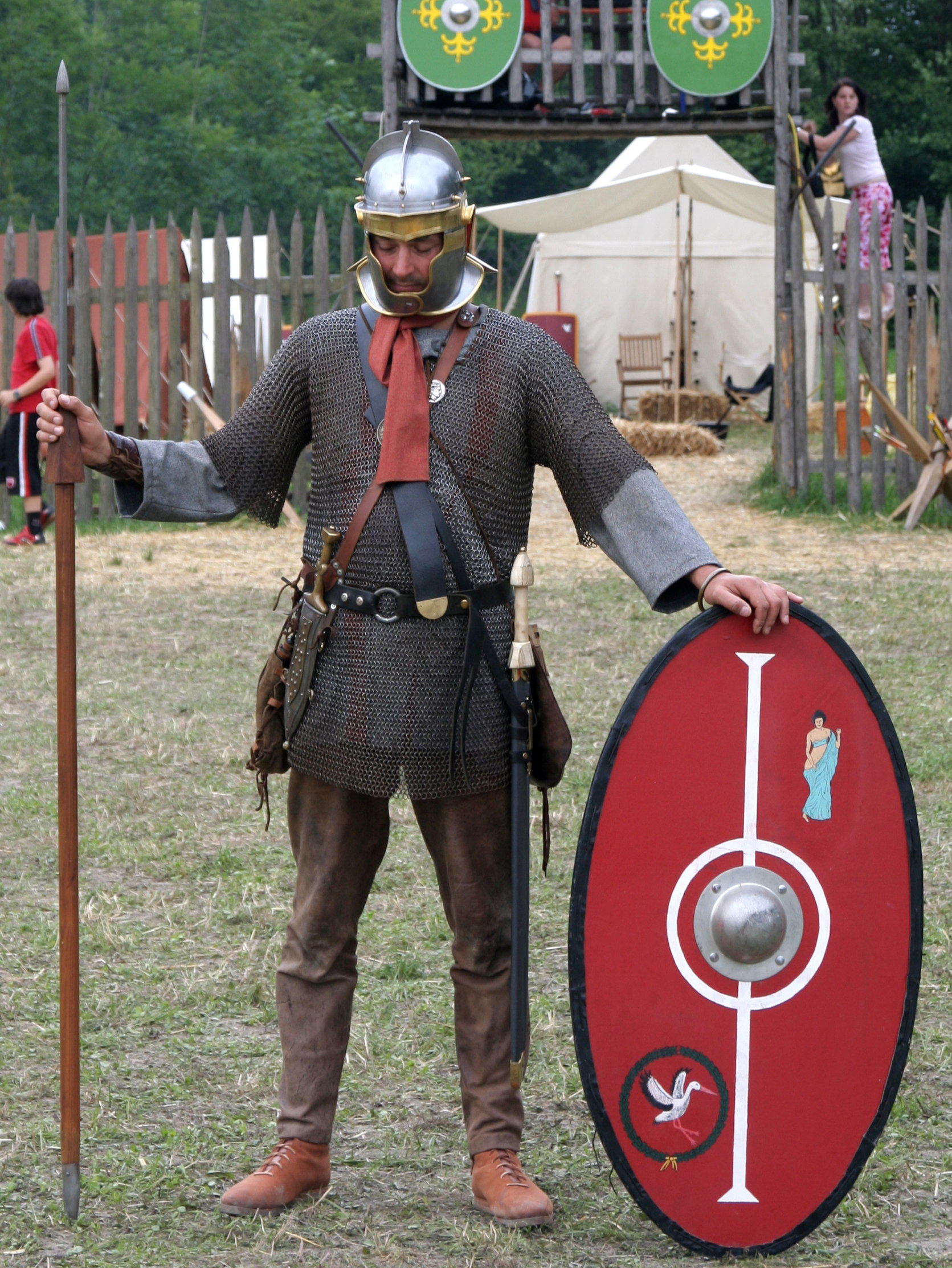
Miles còmic

- Pirgopolínices ('L'arrasador de moltes torres' o 'Conqueridor de Ciutadelles'), soldat.
- Palestrió, (lit: 'El lluitador'), esclau.
- Artotrog, (lit: 'L'endrapador de pa'), paràsit.
- Periplectomen ('El que teixeix embolics'), vell que viu al costat del soldat.
- Esceledre, esclau de Pirgopolínices.
- Filocomàsia, estimada de Plèusicles, raptada per Pirgopolínices.
- Plèusicles (més o menys, 'El navegant'), jove atenès.
- Acrotelèucia, cortesana.
- Lucrió, criat de Pirgopolínices.
- Milfidipa, criada d'Acrotelèutia.
- Carió, cuiner de Periplectomen
- Esclavet jove de Periplectomen
- Esclaus
- Loraris, guàrdies la casa de Periplectomen

## Argument
Pirgopolínices, un soldat fanfarró del qual es burlen fins i tot els esclaus, rapta Filocomàsia, una cortesana atenesa, i se l'emporta a Efes amb ell. Casualment, el mateix soldat rep com a regal d'uns pirates Palestrió, criat del jove atenès Plèusicles, l'enamorat de Filocomàsia. Plèusicles viatja a Efes per intentar recuperar Filocomàsia, i s'hostatja a la casa del costat de la del militar. El criat fa un forat a la paret per tal que els enamorats es puguin veure. Escèler, un dels criats del militar, descobreix Filocomàsia i Plèusicles fent-se petons, però ells i Palestrió ho neguen, i li fan creure que ha arribat d'Atenes la germana bessona de Filocomàsia (que era qui s'estava besant amb Plèusicles).
Amb la complicitat de Periplectomen, el vell veí del militar, Plèusicles i Palestrió paren una trampa al soldat, fent-li creure que la dona del veí està enamorada d'ell, i li envien un anell de regal com a prova del seu amor. Palestrió aconsella al militar que abandoni Filocomàsia, que la deixi marxar a Atenes amb la seva germana bessona i que, a més a més, li regali les seves joies per guanyar el seu perdó. Plèusicles fingeix ser un capità que ve a buscar Filocomàsia de part de la seva mare malalta. El militar allibera Palestrió en agraïment pels seus serveis, i ell se'n va amb Plèusicles i Filocomàsia, que fingeix una gran pena per haver de separar-se del soldat. Quan el soldat entra a casa del vell, aquest el reté i l'acusa d'adúlter, i fa que el seu cuiner el castigui. Quan surt de la casa del vell, Escèler l'informa que ha vist Filocomàsia i Plèusicles fent-se petons, i el militar comprèn que ha estat enganyat per Palestrió i per la seva pròpia vanitat.

## Traduccions catalanes
- Plaute. El soldat fanfarró (en llatí - català). Traducció: Esther Artigas.  Martorell: Adesiara, 2018 (Aetas). ISBN 978-84-16948-15-4.[2]
- Plaute. El soldat fanfarró. Traducció: Tere Febrer Janer.  Espanya: Prosopon, 2009 (Teatro Grecolatino). ISBN 978-84-692-6810-0.
- Plaute. Comèdies, vol. VI: El mercader. El militar fanfarró (en llatí - català). Traducció: Marçal Olivar.  Barcelona: Fundació Bernat Metge, 1949 (Escriptors llatins). ISBN 8498590078.